# Johann Roitinger
Johann Roitinger (* 18. April 1846 in Niederndorf bei Weibern, Oberösterreich; † 29. August 1924 in Weibern, Oberösterreich) war ein österreichischer Politiker der Christlichsozialen Partei (CSP).

## Ausbildung und Beruf
Nach dem Besuch der Volksschule wurde er Bauer und Bauerngutsbesitzer.

## Politische Funktionen
- 1884–1893: Abgeordneter zum Oberösterreichischen Landtag (VII. und VIII. Wahlperiode), Wählerklasse Landgemeinden; Wahlbezirk Ried
- 1911–1918: Abgeordneter des Abgeordnetenhauses im Reichsrat (XII. Legislaturperiode), Wahlbezirk Österreich ob der Enns 21, Christlichsoziale Vereinigung deutscher Abgeordneter
- Gemeindevorstand von Weibern

## Politische Mandate
- 21. Oktober 1918 bis 16. Februar 1919: Mitglied der Provisorischen Nationalversammlung, CSP